# Biznet Networks
Biznet Networks (PT Supra Primatama Nusantara) – indonezyjski dostawca usług telekomunikacyjnych. Oferuje dostęp do internetu i telewizji IPTV oraz świadczy usługi typu data center i cloud computing.
Przedsiębiorstwo zostało założone w 2000 roku.